# Per Bystedt (ingenjör)
Per Erik Bystedt, född den 17 april 1946 i Stockholm, död den 8 februari 2019 i Tyresö, var en svensk ingenjör som blev internationellt uppmärksammad för insatser inom området kärnkraftssäkerhet.

## Biografi
Bystedt utbildade sig till civilingenjör i reaktorteknik på KTH och kom till dåvarande kärnkraftmyndigheten SKI i mitten av 1970-talet. Han hade en ledande roll i SKI:s tillståndsprövning vid drifttagningen av reaktorerna Forsmark 3 och Oskarshamn 3, som startade 1985, samt vid tillståndsprövning av de haverifilter som installerades på samtliga svenska reaktorer under 1980-talet.

### Reaktorsäkerhet i östblocket
I och med Tjernobylolyckan 1986 och Sovjetunionens sammanbrott några år senare uppdagades stora brister inom reaktorsäkerhet i forna östblocket. Bystedt deltog från början av 1990-talet i olika insatser för att förbättra säkerheten i dessa länder, framförallt vid kärnkraftverket Ignalina i Litauen (som är av typen RBMK, samma som i Tjernobyl). Insatserna gjordes framförallt genom SIP - Swedish International Project Nuclear Safety, en självständig enhet inom Statens kärnkraftinspektion skapad på 1990-talet för att kanalisera internationellt stöd inom kärnkraftssäkerhetsområdet i Sveriges närområde. Bystedt och fem andra svenskar tilldelades 2006 utmärkelsen "The Cross of Knight of the Order for Merits to Lithuania" för deras insatser i Litauen.

### Elstörningar i kärnkraftverk
Vid den så kallade Forsmarkshändelsen 2006 den 25 juli 2006 i reaktorn Forsmark 1 kom en elstörning i ett ställverk utanför kraftverket att fortplanta sig in i anläggningen och påverka elektriska skyddskretsar på ett oförutsett och okontrollerat sätt. Bystedt kom att ha en betydande roll i det internationella projektet DIDELSYS (Defence in Depth of Electrical Systems and Grid Interaction Project) anordnat av OECD/NEA för att öka förståelsen för elstörningar och hur de kan bemötas.

## Utmärkelser
- 2006 - Ordensutmärkelsen "The Cross of Knight of the Order for Merits to Lithuania" av Litauens president Valdas Adamkus[4] - tilldelad Bystedt tillsammans med fem andra svenska medarbetare i SIP på Litauens självständighetsdag den 16 februari 2006 för det mångåriga stödet till Litauisk kärnkraftssäkerhet.